# Bivalve
Bivalve – jednostka osadnicza w Stanach Zjednoczonych, w stanie Maryland, w hrabstwie Wicomico.